# InterContinental Warschau

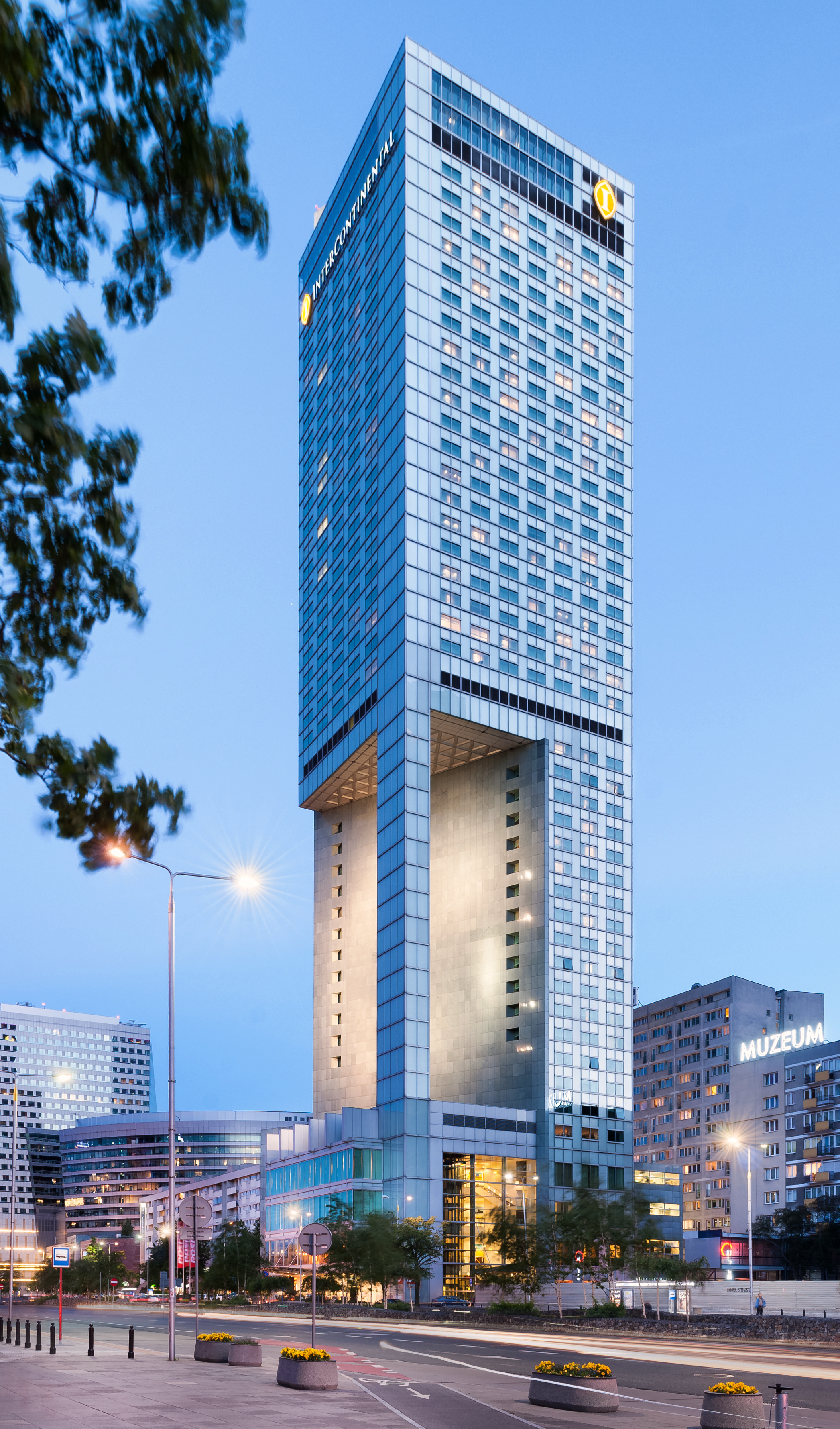
Das InterContinental Warschau aus nördlicher Richtung

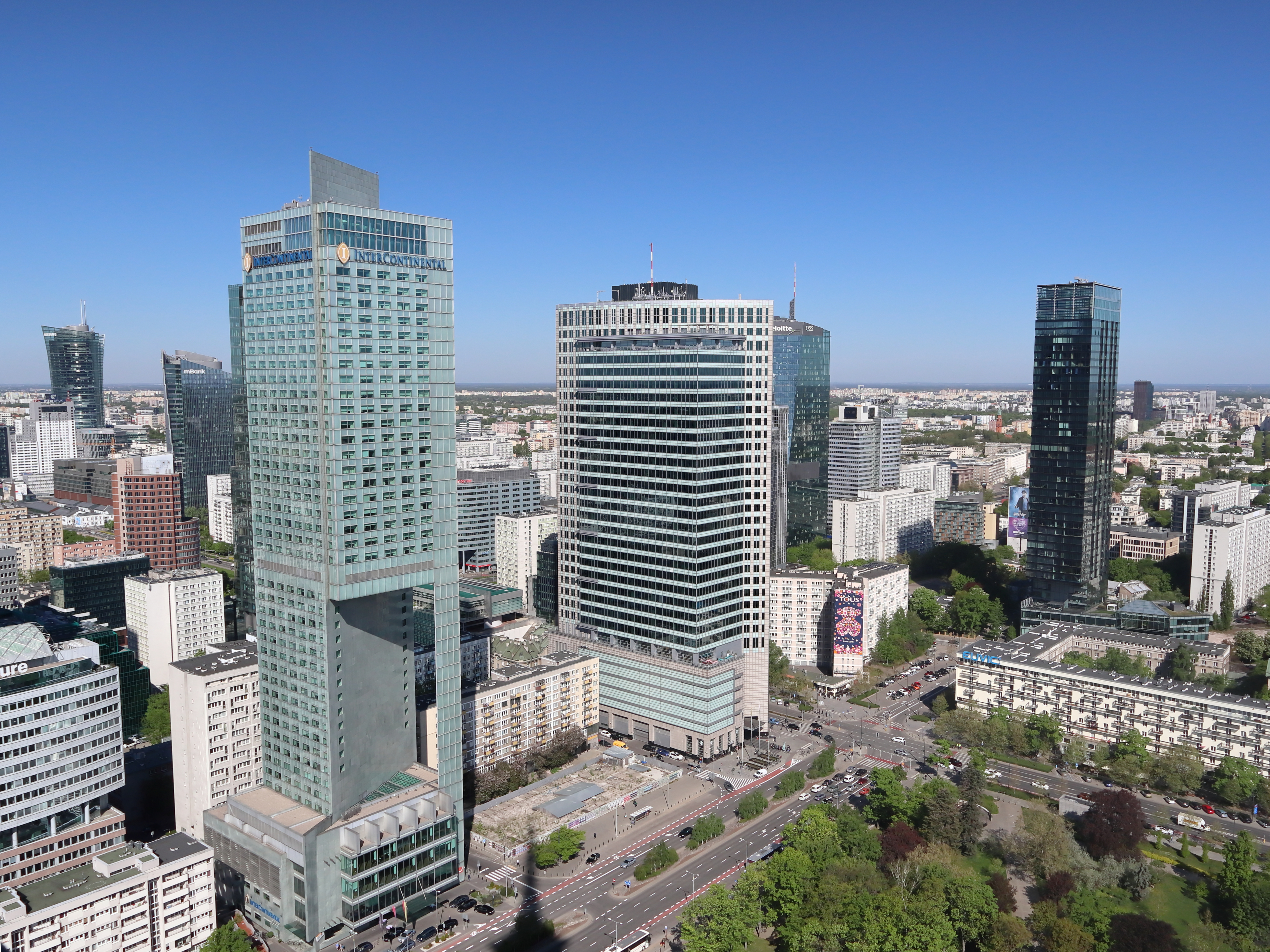
Das InterContinental aus südostwärtiger Richtung, rechts daneben in ähnlicher Farbgebung das „Warsaw Financial Center“

Das InterContinental ist ein Fünf-Sterne-Hotel in Warschau. Es befindet sich im Geschäftsviertel des Innenstadtdistriktes. Das stadtbildprägende Gebäude wurde von 2001 bis 2003 errichtet und ist das höchste Hotel Polens und das dritthöchste Europas.

## Architektur
Die Anschrift des Hotels lautet Ulica Emilii Plater 49, es ist außerdem von den Straßen Śliska und Sosnowa umgeben. In unmittelbarer Nähe befinden sich der Kulturpalast, die Apartmenthäuser Złota 44 und Cosmopolitan Twarda 2/4, das Einkaufszentrum Złote Tarasy, der Zentralbahnhof sowie das Warsaw Financial Center. Das österreichische Architekten-Team arbeitete unter Tadeusz Spychała. Das Fundament des Hotels ist das tiefste aller Warschauer Hochhäuser, es erreicht eine Tiefe von 20,7 Metern. Die nordostwärtige Ecke des Gebäudes besteht aus einem rund 20 Stockwerke hohen Pfeiler. Die Höhe bis zum Dach beträgt 154 Meter, mit Aufbauten erreicht das Gebäude 164 Meter. Es gibt 45 oberirdische Stockwerke. Die Nutzfläche beträgt 45.500, die Gesamtfläche 57.500 Quadratmeter. Das Hotel ist mit 326 Gästezimmern, 77 Suiten mit der Möglichkeit der Selbstversorgung sowie zwölf Konferenzräumen ausgestattet. Außerdem verfügt es über einen Ballsaal, zwei Bars, zwei Restaurants, einen Schokoladenbrunnen von E. Wedel, Sauna, Fitness-Club, Spa und Solarium. In der 43. und 44. Etage befindet sich rund 150 Meter über dem Boden das höchste Schwimmbad Europas – mit Blick über Warschau. Die fünfgeschossige Tiefgarage bietet Platz für 175 Fahrzeuge. Der Bau des Gebäudes kostete mehr als 100 Millionen Euro.

## Geschichte
Erste Bauvorarbeiten begannen bereits im Jahr 1997. Bauherren waren die Warimpex Finanz- und Beteiligungs-AG und die UBM Realitätenentwicklung Aktiengesellschaft zusammen mit der InterContinental-Gruppe und dem Generalbauunternehmer, der Porr. Zunächst musste alte Bausubstanz abgerissen werden. Dem Abriss fiel auch der bedeutendste polnische Jazz-Club, das „Akwarium“, zum Opfer. Anwohner umliegender Wohnblöcke protestierten gegen das Bauvorhaben, sie befürchteten einen Schattenwurf des Hochhauses. Auch das Angebot des Investors, die betroffenen Gebäude auf eigene Kosten zu sanieren, konnte die Gegner des Projektes nicht befriedigen. Schließlich wurde eine Lösung gefunden, zu der auch die geänderte Konzeption des Hochhauses mit der freistehenden Nordostecke durch Pfeilerverwendung, die den betroffenen Wohnungen Sonnenbestrahlung ermöglicht, beigetragen hat.
Während der Bauphase wurde auf dem Gelände ein Musikvideo der polnischen Hip-Hop Bands „Wzgórze Ya-Pa 3“ und „Warszafski Deszcz“ gedreht. Die Eröffnung des Hotels fand am 23. April 2004 statt. Das Hotel wurde mehrfach ausgezeichnet – so erhielt es den EMEA Market Performance Award 2005 sowie im selben Jahr auch den EMEA Quality Award. Im Jahr 2007 übernahmen die Mitgesellschafter Warimpex und UBM die Anteile der InterContinental-Gruppe an dem Objekt. Im August 2009 war die Sängerin Madonna anlässlich eines Auftritts in Warschau während ihrer Sticky & Sweet Tour Gast des Hotels.